# Achrysocharoides frontalis
Achrysocharoides frontalis är en stekelart som beskrevs av Kamijo 1990. Achrysocharoides frontalis ingår i släktet Achrysocharoides och familjen finglanssteklar. Inga underarter finns listade i Catalogue of Life.